# Oscar Straus (compositeur)
Pour les articles homonymes, voir Oscar Straus et Straus.
Œuvres principales
- Rêve de valse (1907)
- Le Soldat de chocolat  (1908)
- Trois valses (1935)

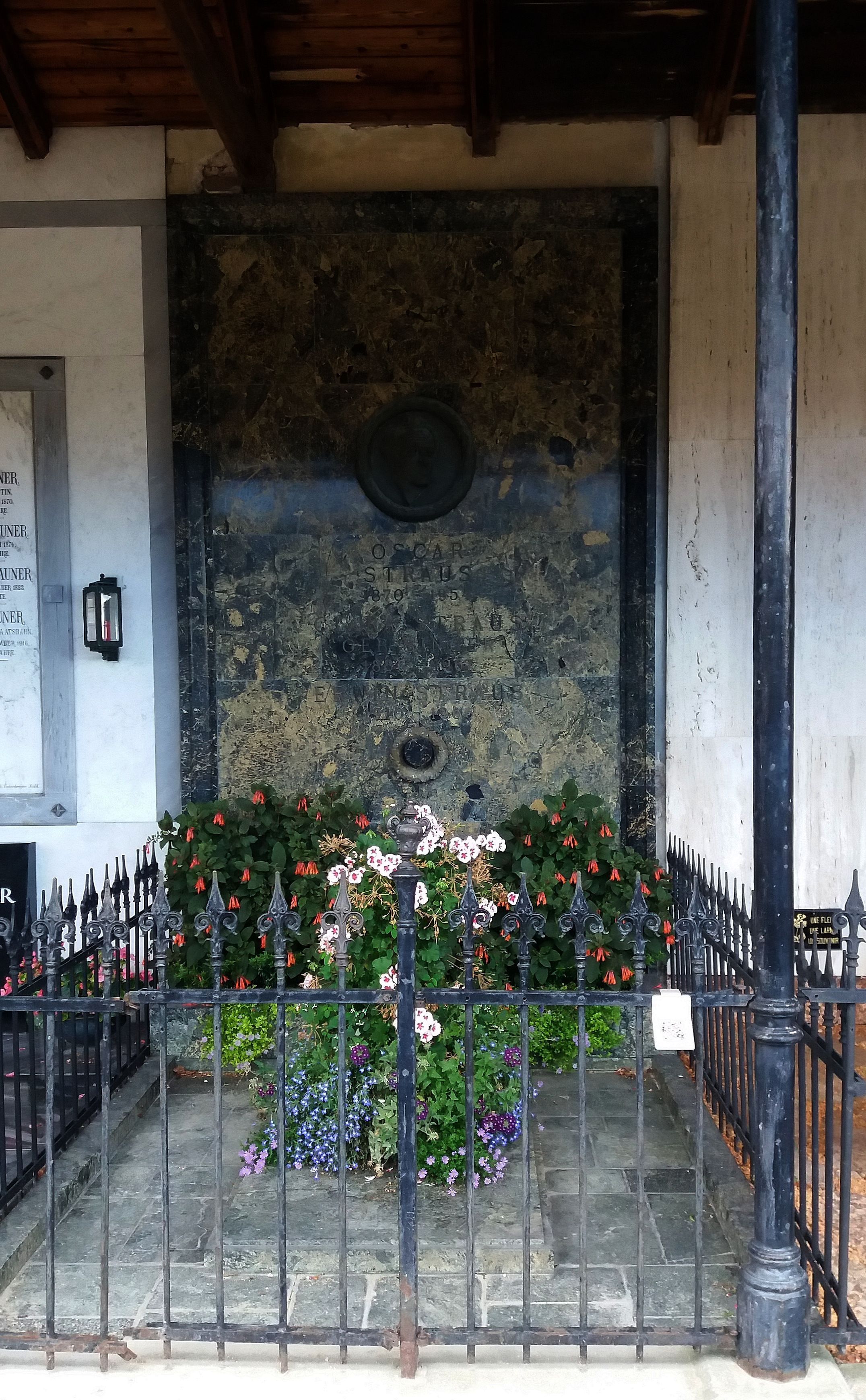
Tombe d’Oscar Straus au cimetière communal de Bad Ischl, Autriche.

Oscar Nathan Straus est un compositeur d’opérettes autrichien né le 6 mars 1870 à Vienne et mort le 11 janvier 1954 à Bad Ischl (Autriche). Auteur prolifique, il a abordé avec succès tous les genres musicaux, des plus classiques aux plus populaires.

## Biographie
Oscar Nathan Straus est né le 6 mars 1870
Vienne dans une famille juive, fils de Ludwig  et de Gabrielle , née Stern , tous deux commerçants. Oscar était destiné  à faire lui  aussi une carrière commerciale, comme ses parents, mais ceux-ci remarquent ses talents musicaux dès son plus jeune âge et l’encouragent dans cette voie. Ainsi commence-t-il  à étudier auprès du compositeur Hermann Graedener , à Vienne, puis  de Max Bruch à Berlin. Il se marie en 1895 avec  Hélène Neumann (1872-?), violoniste dont le nom de scène est Nelly Irmen.
Il occupe les postes de chef d’orchestre  et de compositeur dans plusieurs villes, en Tchéquie et en Slovaquie: à Brno, à Bratislava , Teplitz-Schönau, puis en Allemagne, à Mayence  et Hambourg. Durant cette période, il fait l’objet de critiques à caractère  antisémite.
Son nom d'origine était en fait Strauss. Il décide, pour des raisons professionnelles, d’omettre le «s» final de son nom, ne souhaitant pas être associé à la famille Johann Strauss. Néanmoins, cela ne l’empêche pas, en 1898, de suivre le conseil de Johann Strauss II qui l’engage à se consacrer à la composition pour le théâtre, très lucrative, plutôt qu’à celle des valses.
En 1900, il retourne à Berlin, où Ernst von Wolzogen, propriétaire de l’Überbrettl, un cabaret littéraire à la mode, l'engage  comme chef d’orchestre-compositeur. Il y  rencontre ses premiers succès populaires, notamment avec la chanson Die Musik kommt (La musique arrive), avant de regagner Vienne. Suivant les conseils de Johan Strauss II, il commence à écrire des opérettes  et rivalise bientôt avec Franz Lehár. Lorsque celui-ci crée La Veuve joyeuse en 1905, Straus aurait fait la remarque suivante: «Das kann ich auch! (Moi aussi je peux le faire!)». Dans cet esprit, il compose Ein Walzertraum (Un rêve de valse) en 1907 , qui sera un de ses plus grands succès, au même titre qu’une autre de ses opérettes, Der tapfere Soldat (Le brave soldat) plus connue sous le titre  Le soldat de chocolat, composée l’année suivante .
Son premier mariage est un échec. En 1908, il épouse en secondes noces la chanteuse Clara Singer (1886-1967).
Auteur prolifique, il aborde tous les genres : il compose plus de cinq cents chansons de cabaret, des opérettes (suivant ainsi les conseils de Johan Strauss II), des musiques de films, mais aussi , dans un style plus classique, de la musique de chambre, des œuvres orchestrales et chorales.
Célébrité internationale, il dirige des concerts dans plusieurs villes et capitales à travers le monde : Zurich, Hollywood, Londres, Lisbonne, New York et Paris.
Mais après l'Anschluss nazi de 1938, il quitte l’ Autriche en raison de ses origines juives et se réfugie à Paris. En 1939, il est nommé au grade de chevalier de la Légion d'honneur et obtient la nationalité française, avant de s’établir à Hollywood. Il obtient la nationalité américaine  en 1948 et la même année il rentre en Europe et s’installe à Bad Ischl, célèbre station thermale autrichienne, où il meurt le 11 janvier 1954 . Il repose dans le cimetière communal, sa tombe voisinant avec celle de Franz Lehár, mort six ans plus tôt.

## Œuvres

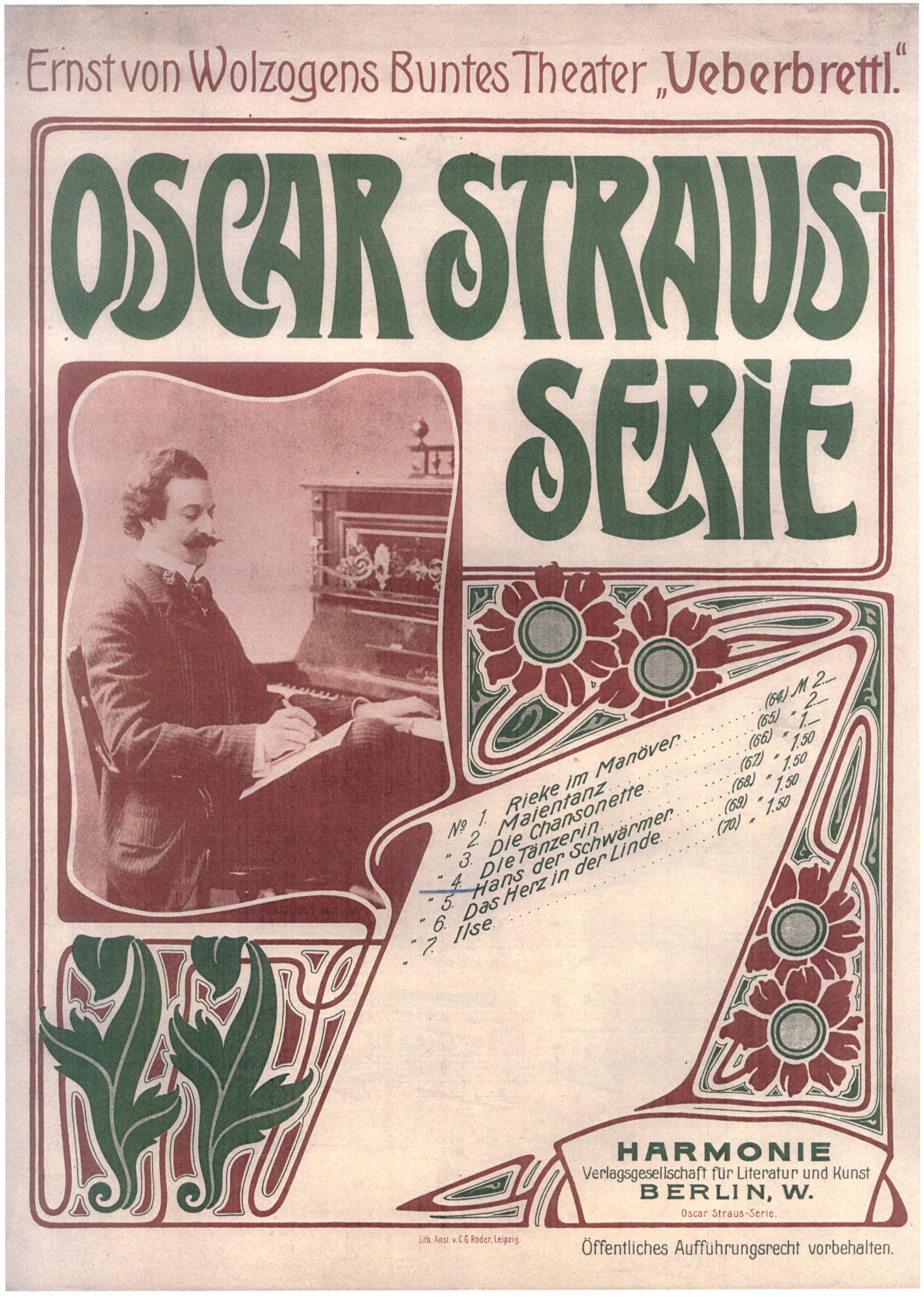
Oscar Straus, feuillet de musique.

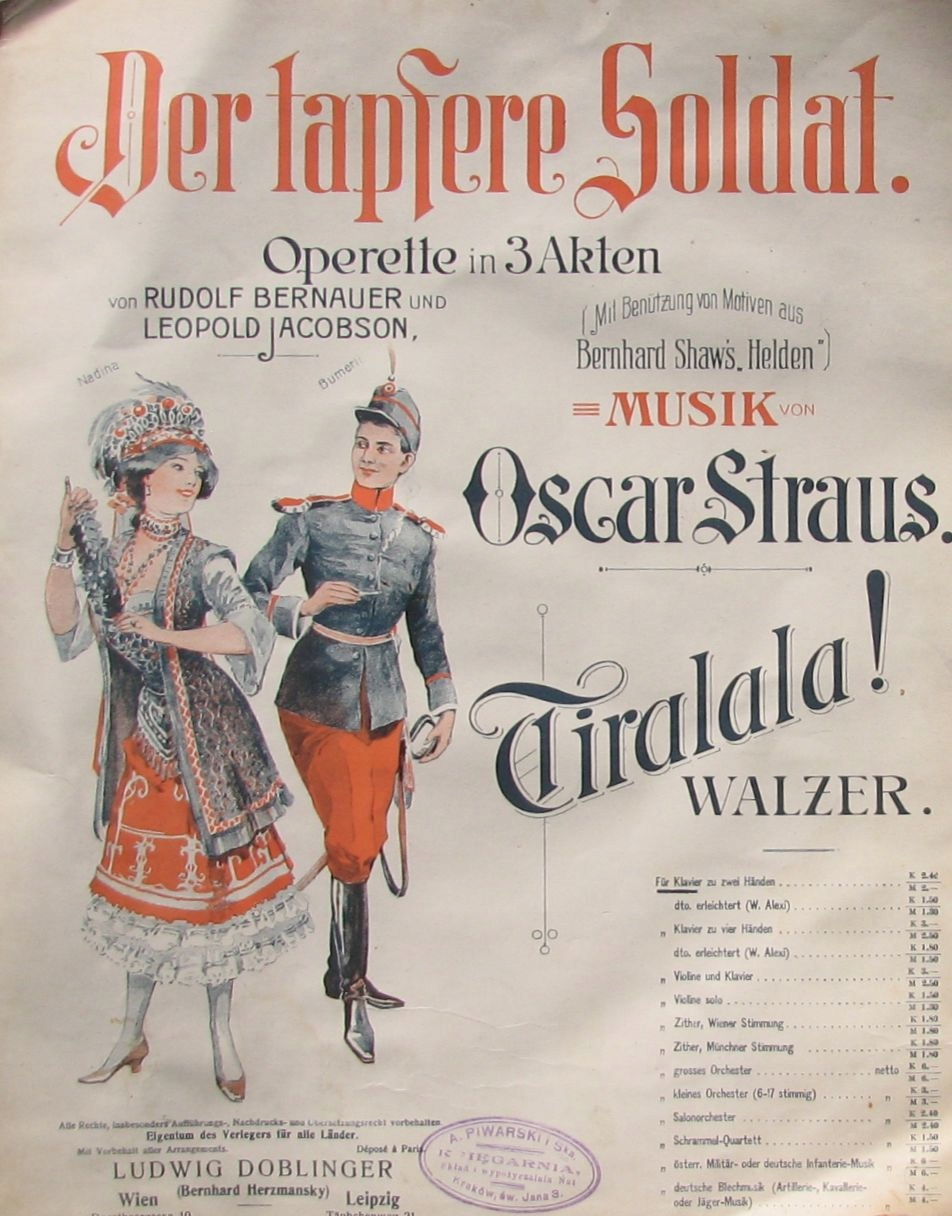
Oscar Straus. Affiche de l’opérette Der Tapfere Soldat, 1908, dont la Tiralala! Walzer. Ludwig Doblinger, Leipzig-Wien. Collection privée.

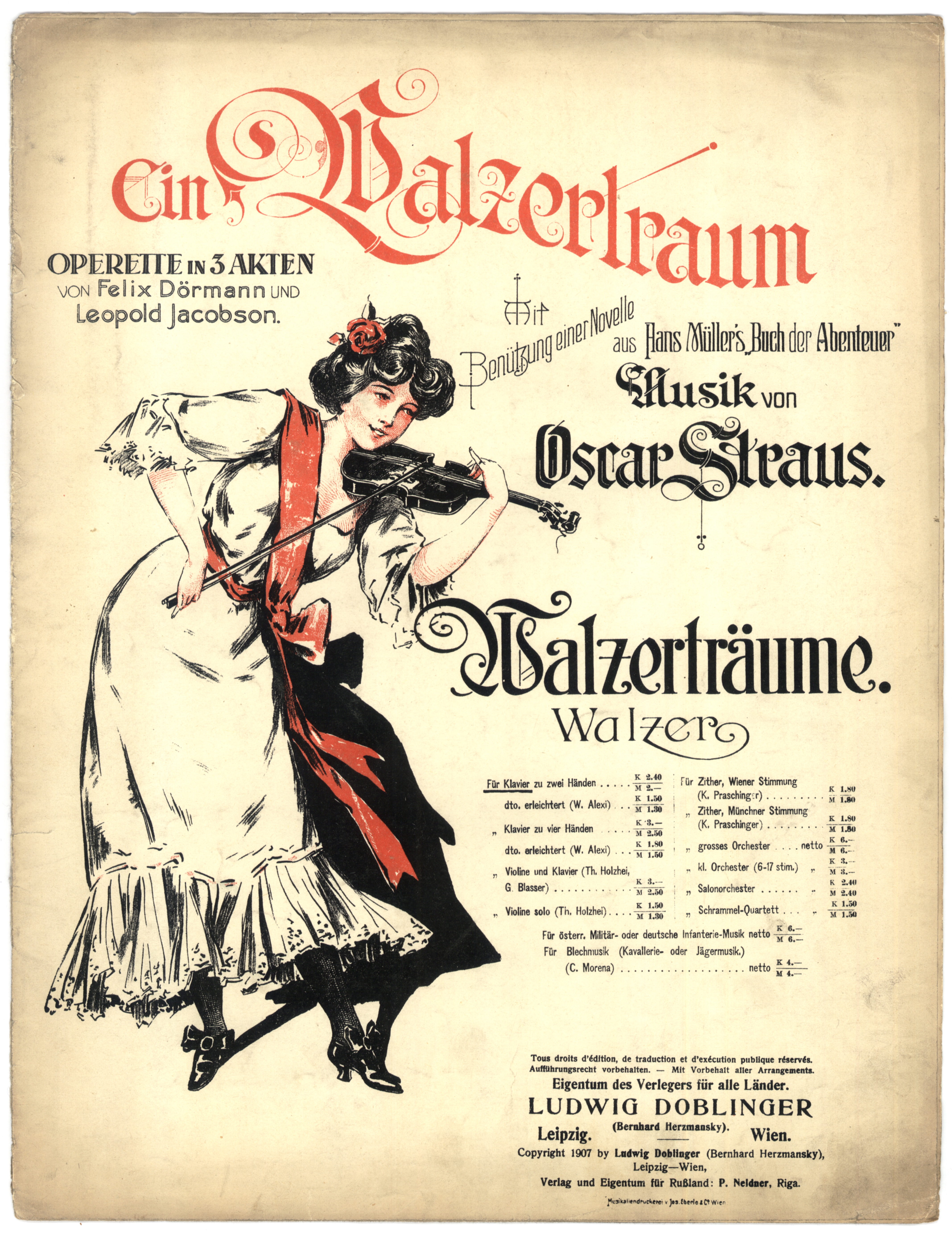
Oscar Straus. Affiche de l’opérette Ein Walzertraum (Un rêve de Valse), 1907. Ludwig Doblinger, Leipzig-Wien. Collection privée.

### Opérettes
- Die lustigen Nibelungen (1904)
  - Adapté en français en 1999 sous le titre Ces sacrés Nibelungen par René Koering
- Zur indischen Witwe (1905)
- Hugdietrichs Brautfahrt (1906)
- Ein Walzertraum (1907)
  - Adapté en français en 1910 sous le titre Rêve de valse  par Léon Xanrof et Jules Chancel
- Das Buch der Abenteuer (1907)
- Der tapfere Soldat (1908)
  - Adapté en français en 1911 sous le titre Le Soldat de chocolat  par Pierre Veber
- Didi (1908)
- Das Tal der Liebe (1909)
- Mein junger Herr (1910)
- Der tapfere Cassian (1912)
- The Dancing Viennese (1912)
- Love and Laughter (1913)
- Rund um die Liebe (1914)
- Die schöne Unbekannte (1915)
  - Adapté en français en 1930 sous le titre La Belle Inconnue par Léon Uhl et Jean Marietti
- Liebeszauber (1916)
- Der Favorit (1916)
- Der letzte Walzer (1920)
  - Adapté en français en 1925 sous le titre La Dernière valse par Léon Uhl et Jean Marietti
- Die Perlen der Cleopatra (1923)
- Teresina (1925)
  - Adapté en français en 1927 sous le titre La Teresina par Léon Uhl et Jean Marietti
- Die Königin (1927)
  - Adapté en français en 1927 sous le titre La Reine par Max Eddy et Jean Marietti
- Hochzeit in Hollywood (1928)
  - Adapté en français en 1932 sous le titre Mariage à Hollywood par Léon Uhl et Léon Xanrof
- Die Musik kommt (1928)
- Mariette ou Comment on écrit l'histoire (1928) ; livret de Sacha Guitry
- Die Erste Beste (1929)
  - Adapté en français en 1935 sous le titre Lady Poum par Alex Madis, Robert de Machiels et Léon Uhl
- Eine Frau, die weiß, was sie will (1932)
  - Adapté en français en 1935 sous le titre Madame Je veux par Charles-Louis Pothier et Georges Delance
- Drei Walzer (1935)
  - Adapté en français en 1937 sous le titre Trois valses par Léopold Marchand et Albert Willemetz
- Mes amours (1940) - Livret de Léopold Marchand et Albert Willemetz
- Ihr erster Walzer (1950) ; seconde version de Die Musik kommt

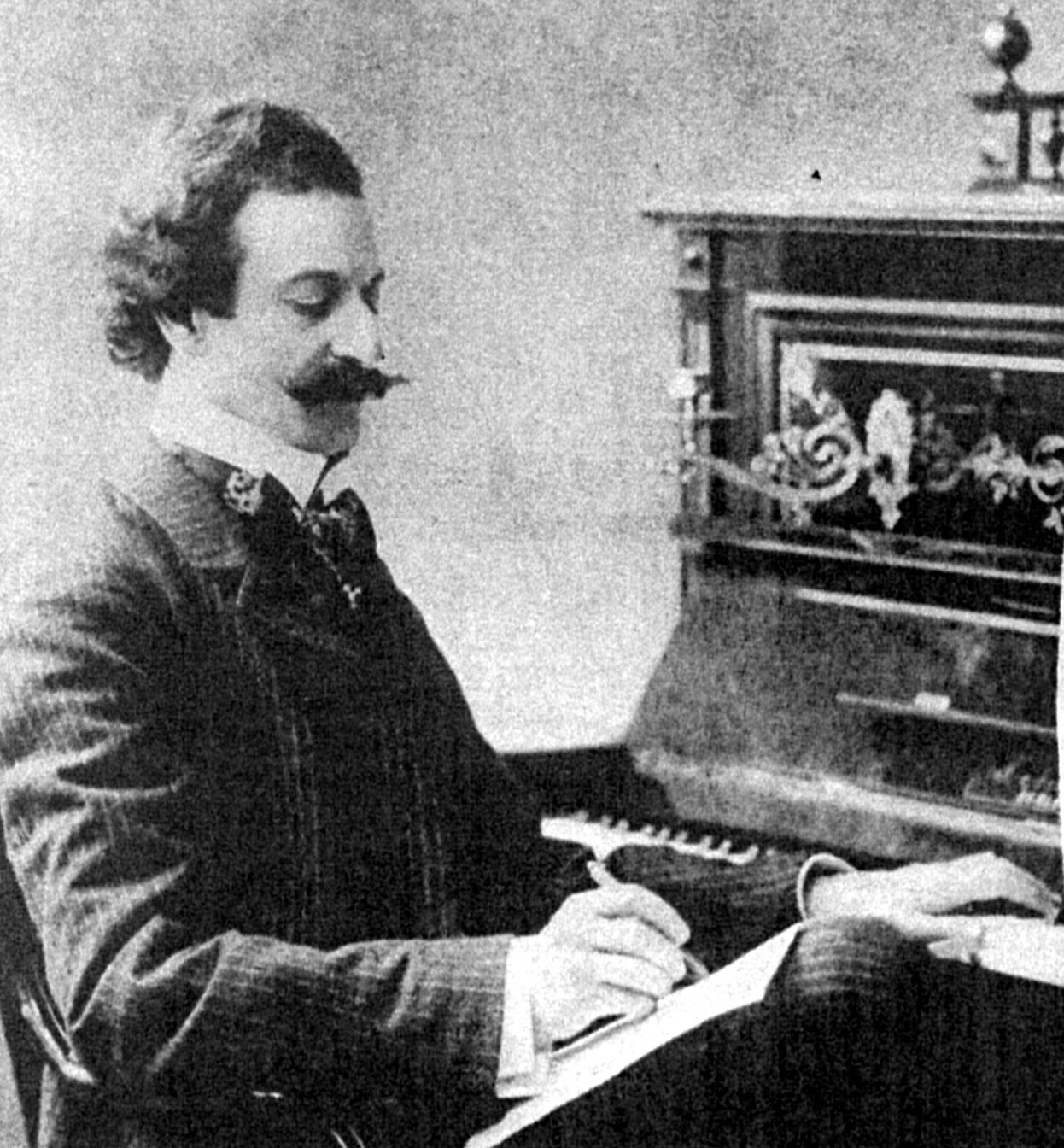
Oscar Straus (1901).

- Bozena (1952)

### Ballets
- Colombine - 1904
- Die Prinzessin von Tragant - 1912

### Musique de films
- 1929 : Married in Hollywood
- 1930 : Jenny Lind
- 1932 : The Smiling Lieutenant
- 1932 : The Southerner
- 1932 : One hour with You
- 1933 : Die Herren von Maxim
- 1934 : Frühlingsstimmen
- 1935 : Land Without Music
- 1935 : Make a Wish
- 1950 : La Ronde
- 1953 : Madame de … (thème de la valse)

## Sources
- (en) Cet article est partiellement ou en totalité issu de l’article de Wikipédia en anglais intitulé « Oscar Straus (composer) » (voir la liste des auteurs).
- (de) Cet article est partiellement ou en totalité issu de l’article de Wikipédia en allemand intitulé « Oscar Straus (Komponist) » (voir la liste des auteurs).